# Étupes
Étupes é uma comuna francesa na região administrativa de Borgonha-Franco-Condado, no departamento de Doubs. Estende-se por uma área de 9,87 km². Em 2010 a comuna tinha 3 790 habitantes (densidade: 384 hab./km²).